# Große selbständige Stadt
Die große selbständige Stadt ist eine besondere Gemeindeart nach dem Niedersächsischen Kommunalverfassungsgesetz, die kompetenzmäßig unter der kreisfreien Stadt steht. Sie gehört einem Landkreis an. Der Status wurde geschaffen, um die Folgen der Gebietsreform in Niedersachsen der 1970er Jahre, insbesondere den Verlust der Kreisfreiheit für bestimmte Mittelstädte, abzumildern.

## Die großen selbständigen Städte
Die großen selbständigen Städte sind in § 14 Abs. 5 NKomVG abschließend aufgeführt. Es handelt sich um folgende ehemals kreisfreie Städte bzw. ehemalige Kreisstädte:
- Celle
- Cuxhaven
- Goslar
- Hameln
- Hildesheim
- Lingen (Ems)
- Lüneburg

Die Bildung weiterer großer selbständiger Städte ist nicht geplant. Für Göttingen und Hannover gelten jeweils spezielle, darüber hinausgehende Regelungen.

## Aufgaben
Eine große selbständige Stadt nimmt auf ihrem eigenen Gebiet teilweise Aufgaben des Landkreises wahr. So erfüllt sie grundsätzlich (d. h. soweit Rechtsvorschriften dies nicht ausdrücklich ausschließen) alle Aufgaben des übertragenen Wirkungskreises des Landkreises. (§ 17 NKomVG) Das gilt jedoch nicht für Aufgaben, die bundesrechtlich den Landkreisen zugewiesen wurden, da ein Eingriff in diese Zuweisung dem Landesgesetzgeber aufgrund der bundesstaatlichen Ordnung der Bundesrepublik Deutschland nicht zusteht.
Zudem hat der Landesgesetzgeber einige Aufgaben vollkommen ausgenommen, beispielsweise Entscheidungen zum Jagdgesetz oder zum Bundesausbildungsförderungsgesetz. Andere Aufgaben, wie die Zuständigkeit als untere Abfallbehörde, wurden nur Celle, Cuxhaven, Hildesheim und Lüneburg übertragen. Hinsichtlich der Aufgaben der unteren Naturschutzbehörden ist die Zuständigkeit der großen selbständigen Städte zwar standardmäßig ausgeschlossen, allerdings kann die oberste Naturschutzbehörde auf Antrag die Aufgaben der unteren Naturschutzbehörde einer großen selbständigen Stadt übertragen; die Übertragung kann widerrufen werden, wenn die große selbständige Stadt dies beantragt oder sie keine Gewähr mehr für eine ordnungsgemäße Erfüllung der ihr übertragenen Aufgaben bietet. (§ 31 Absatz 1 Sätze 1 bis 3 Niedersächsisches Ausführungsgesetz zum Bundesnaturschutzgesetz, bis einschließlich 8. Februar 2010 geregelt in § 54 Niedersächsisches Naturschutzgesetz) Hinsichtlich der Zuständigkeiten für die Durchführung des Asylbewerberleistungsgesetzes ist die Wahrnehmung der Aufgabe durch die großen selbständigen Städte durch § 2 Absatz 1 Satz 2 des Aufnahmegesetzes ausgeschlossen worden. Da allerdings die Landkreise zur Durchführung der Aufgabe der Durchführung des Asylbewerberleistungsgesetzes im übertragenen Wirkungskreis durch Satzung oder öffentlich-rechtlichen Vertrag kreisangehörige Gemeinden und Samtgemeinden heranziehen können (vor Erlass einer Satzung über die Heranziehung sind die Gemeinden und Samtgemeinden zu hören), können auf diesem Wege auch große selbständige Städte herangezogen werden.
Weitere Regelungen zur Zuständigkeit der großen selbständigen Städte enthalten die §§ 2 bis 3 der Allgemeinen Zuständigkeitsverordnung für die Gemeinden und Landkreise zur Ausführung von Bundesrecht.

## Ähnliche Gemeindearten in anderen deutschen Ländern
Das Kommunalrecht anderer deutscher Länder sieht vergleichbare Gemeindetypen vor. In Baden-Württemberg, Bayern, Sachsen und Thüringen gibt es beispielsweise die Große Kreisstadt, in Brandenburg, Mecklenburg-Vorpommern, Nordrhein-Westfalen, Rheinland-Pfalz, Schleswig-Holstein und Thüringen die Große kreisangehörige Stadt.